# Ma femme est formidable
Ma femme est formidable è un film del 1951 diretto da André Hunebelle.